# Голяев, Илья Андреевич
Илья Андреевич Голяев (1859—1942) — пресвитер церкви ЕХБ в городе Балашове Саратовской области, неоднократно избиравшийся председателем Союза баптистов СССР.
Илья Андреевич Голяев вырос в семье молокан. В юности он познакомился с проповедовавшими в Балашове баптистами Н. М. Четверниным и П. Г. Демакиным, позднее — с В. В. Ивановым. В результате общения с ними в 1890 году он принял святое водное крещение. Благодаря его усилиям в Балашове возникла большая церковь баптистов.

Правление Союза баптистов СССР с представителем Всемирного союза баптистов доктором Рашбруком, 1925 год. Сидят слева направо: В. В. Скалдин, Г. И. Мазаев, Н. В. Одинцов, д-р Рашбрук, И. А. Голяев, П. В. Павлов, С. В. Белоусов. Стоят: слева Д. П. Степин, П. В. Иванов-Клышников, П. Х. Мордовин

Более пятидесяти лет И. А. Голяев был бессменным пресвитером Балашовской церкви, несколько раз единогласно переизбираясь. В 1910 году по его инициативе и при его материальном участии в Балашове был построен большой молитвенный дом, один из первых в России.
В то же время Голяев трудился в Союзе русских баптистов (название организации несколько раз менялось) и был его председателем в 1910—1917 годах, 1924—1926 годах, 1933—1935 годах.
В 1911 году он возглавлял делегацию российских баптистов на Всемирном конгрессе баптистов в Филадельфии (США).
Скончался после непродолжительной болезни в 1942 году в Ташкенте.